# Molinadendron hondurense
Molinadendron hondurense là một loài thực vật thuộc họ Hamamelidaceae. Đây là loài đặc hữu của Honduras.